# Heerle

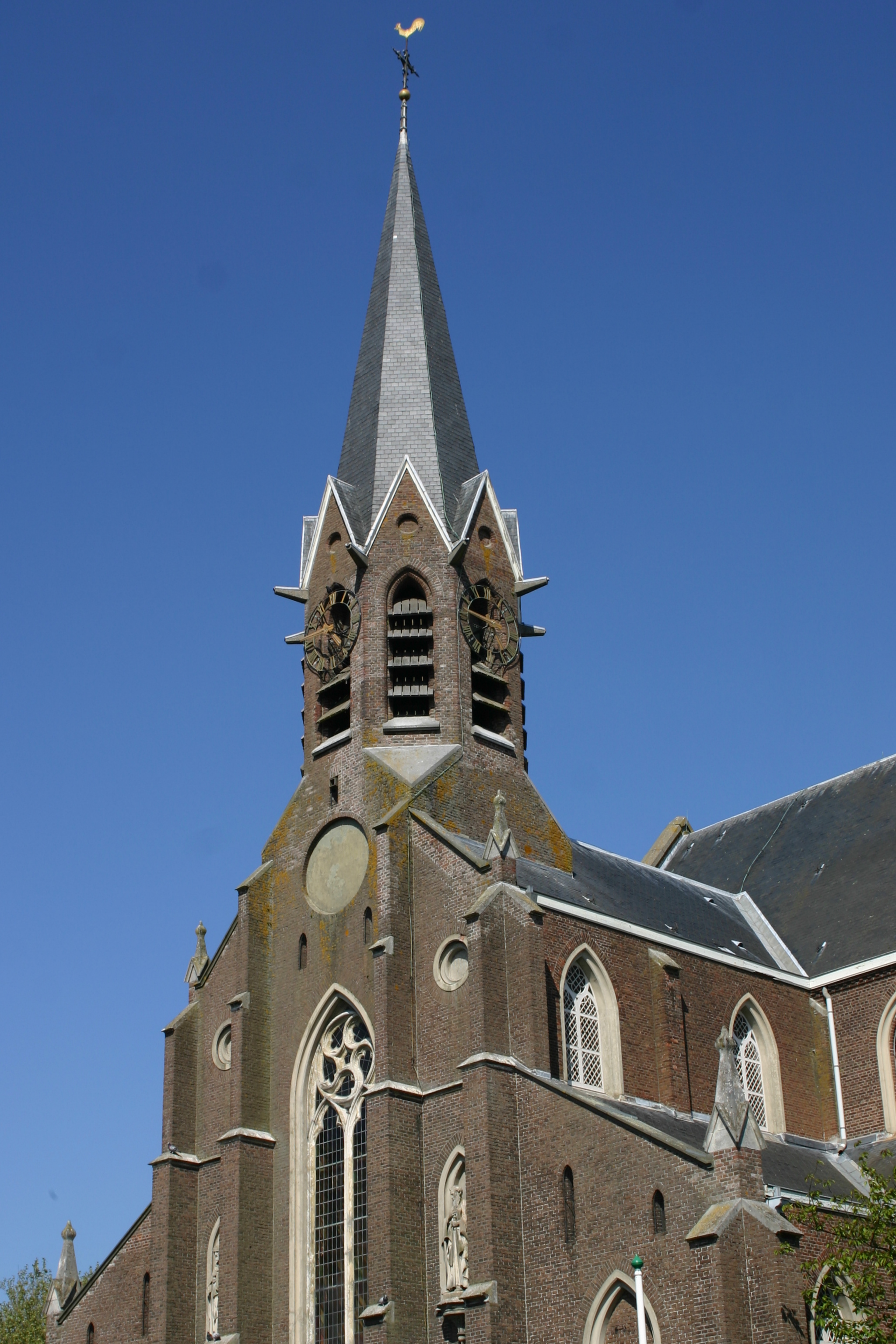
Gertrudiskerk

Heerle (Brabants: Èrel) is een dorp  in de gemeente Roosendaal, in de Nederlandse provincie Noord-Brabant. Voor de gemeentelijke herindeling van 1997 behoorde Heerle tot de gemeente Wouw. Het ligt tussen Bergen op Zoom en Roosendaal.

## Etymologie
De naam van Heerle wordt in de 13e eeuw voor het eerst als Harella gedocumenteerd en is waarschijnlijk een samenstelling van har (een verhoogd stuk zandgrond) en loo, een klein bos. De gangbare plaatselijke Brabantse uitspraak verschilt danig van de Nederlandse, waardoor soms spraakverwarringen kunnen ontstaan.

## Geschiedenis
Heerle werd voor de eerste maal vermeld in een charter van de Sint-Bernardusabdij te Hemiksem welke in het jaar 1277 tiendenbelasting in het dorp mocht innen. In 1307 werd Heerle tot een zelfstandige parochie verheven, voordien was het een onderdeel van de parochie van Bergen op Zoom.
Hoewel een zelfstandige kerkgemeenschap, ontwikkelde Heerle geen eigen dorpsbestuur en bleef men afhankelijk van de schepenbank van het naburige Wouw. Overigens kende Heerle lange tijd geen dorpskern. Deze ontstond pas in het begin van de 19e eeuw.

## Bezienswaardigheden
- De Sint-Gertrudiskerk is een bouwwerk uit 1862 en 1924, gelegen aan de Herelsestraat 100.

## Natuur en landschap
Ten noorden van Heerle bevindt zich het Landgoed Altena, een voormalig buiten en tegenwoordig een waterwingebied. Het terrein is met jong loofbos beplant. Ten westen van Heerle loopt de Running in noordelijke richting. Verder naar het westen vindt men het Pottersbos. De verdere omgeving van Heerle kenmerkt zich door landbouw op zandgrond.

## Demografische gegevens
Inwoners Heerle 1 januari 2006 bron gemeente Roosendaal
| Leeftijd                      | Aantal | Percentage |
| ----------------------------- | ------ | ---------- |
| inwoners van 0 t/m 12 jaar    | 260    | 13,8%      |
| inwoners van 13 t/m 18 jaar   | 154    | 8,2%       |
| inwoners van 19 t/m 24 jaar   | 105    | 5,6%       |
| inwoners van 25 t/m 34 jaar   | 162    | 8,6%       |
| inwoners van 35 t/m 44 jaar   | 310    | 16,4%      |
| inwoners van 45 t/m 54 jaar   | 326    | 17,3%      |
| inwoners van 55 t/m 64 jaar   | 282    | 14,9%      |
| inwoners van 65 t/m 74 jaar   | 194    | 10,3%      |
| inwoners van 75 jaar en ouder | 96     | 5,1%       |
| Totale bevolking              | 1889   | 100%       |

Woningopbouw Heerle 1-1-2006 bron gemeente Roosendaal.
| Bezit  | Soort            | Aantal | Percentage |
| ------ | ---------------- | ------ | ---------- |
| Huur   | Vrijstaand       | 11     | 1,6%       |
|        | 2-kap/geschakeld | 22     | 3,2%       |
|        | Rijenwoning      | 64     | 9,2%       |
|        | Etagewoning      | 8      | 1,1%       |
| Koop   | Vrijstaand       | 361    | 51,7%      |
|        | 2-kap/geschakeld | 170    | 24,4%      |
|        | Rijenwoning      | 53     | 7,6%       |
|        | Etagewoning      | 9      | 1,3%       |
| Totaal | aantal woningen  | 698    | 100,0%     |

## Nabijgelegen kernen
Wouw, Bergen op Zoom, Halsteren, Wouwse Plantage, Moerstraten